# Jos Kruisbergen
Jos Kruisbergen (Wamel, 16 november 1947) is een Nederlands cineast.

## Leven en werk
Kruisbergens ouders hadden een slagerij en in hun voetsporen volgde hij de slagersopleiding. Na het overlijden van zijn vader zette hij de slagerij voort samen met zijn moeder en later met zijn echtgenote. De slagerij liep goed, ze werden zelfs Nederlands en Europees kampioen metworst maken. Het harde werken bezorgde Kruisbergen echter een burn-out, hij besloot zich te laten omscholen en begon aan een opleiding in de televisieproductie. Het filmvak leerde hij bij televisieregisseur Gijs Stappershoef. Hij maakte reportages en documentaires voor de Nederlandse Omroep Stichting, Nederlandse Programma Stichting en RTL Nederland en werkte onder meer mee aan de programma's Van Gewest tot Gewest, RTL Nieuws en 5 in het Land.

## Selectie van documentaires

### De watersnood van 1926
De overstroming van de Maas in 1926 was een gevolg van hoge waterstanden in de rivier de Maas en haar zijrivieren in Nederland, België en Frankrijk. In de ochtend van 1 januari 1926 brak de Maasdijk bij Overasselt en Nederasselt, waardoor het Land van Maas en Waal overstroomde. Kruisbergen interviewde mensen die de watersnood hadden meegemaakt.

### Wamel, een dorp onder vuur
In 1993 bestond Wamel 1100 jaar. Kruisbergen en zijn dorpsgenoot Frans van Oijen maakten in het kader van de herdenking de documentaire Wamel, een dorp onder vuur over de geschiedenis van hun dorp, waaraan onder anderen prins Bernhard meewerkte. Er kwamen ooggetuigen aan het woord en er werd stilgestaan bij de veertien mannen die tijdens de Tweede Wereldoorlog gefusilleerd werden bij de walmuur in Tiel. De muziek werd gecomponeerd door Jan van Dijk en uitgevoerd door Harmonie Koningin Wilhelmina uit Wamel onder leiding van Jan Bosveld.

### Bewogen beeld van een fotograaf
Jan Rikken was fotograaf van dagblad De Gelderlander. In het land van Maas en Waal was hij vele tientallen jaren het gezicht van de krant. Kruisbergen maakte in 1997 een documentaire over hem en zijn werk.

### Het geheim van Niftrik
In 2003 filmde Kruisbergen een jaar lang het dagelijks leven in Niftrik, het kleinste dorpje van het land van Maas en Waal.

## Tweestromenland in Beeld en Geluid
De documentaire Wamel, een dorp onder vuur kreeg veel landelijke aandacht in de pers, op radio en televisie. Dit succes, gekoppeld aan de opkomst van de commerciële omroepen, was aanleiding voor Gijs Stappershoef om Kruisbergen aan te moedigen zijn droom te realiseren door de stichting Tweestromenland in Beeld en Geluid op te richten. Doelstelling van de stichting is het wonen, werken en leven in het Land van Maas en Waal en het Rivierengebied vast te leggen op film. Kruisbergen stortte het hele bedrag van 560.000 gulden dat hij bij de omroepen had verdiend in de kas. Sinds de oprichting in 1994 filmt hij als vrijwilliger voor de stichting.
Anno 2025 heeft Kruisbergen voor Tweestromenland in Beeld en Geluid meer dan honderd documentaires en ruim zevenhonderd reportages gemaakt. Zijn reportages zijn onder meer te zien in scholen, universiteiten en andere onderwijsinstellingen.